# 北野・明石家の俺たちのワイドショー
『'96総決算!! お騒がせ! 緊急・激白・仰天特番 北野・明石家の俺たちのワイドショー』（きゅうじゅうろく そうけっさん おさわがせ きんきゅう・げきはく・ぎょうてんとくばん きたの・あかしやのおれたちのわいどしょー）は1996年12月31日にフジテレビ系列で放送されたバラエティ番組およびワイドショー。北野武（ビートたけし）と明石家さんまの冠番組。

## 概要
1996年7月13日から14日にかけて生放送で行われた『FNS27時間テレビ10 十周年記念!1億2500万人の超夢リンピック』内で、深夜から早朝にかけて放送された「たけし・さんまの夜明けのスポーツ大バラエティ」（このブロックのみ後日再放送した）の映像クイズコーナーやコント等をベースとした大型バラエティー。1996年の1年間にあった主に芸能ニュースをテーマにして、たけしが芸能評論家役になって色々な人（番組後半は、さんまとのトークがメイン）とトークしていた。
この番組の合間にあるスナックのセットでの貴子ママと常連客の鬼瓦権造の、芸能人とのトークコーナーが好評だった事で以後『たけし・さんまの有名人の集まる店』として特番で計6回放送された。
フジテレビが新宿区河田町局舎としては最後になった大晦日特番。翌年の1997年大晦日のフジテレビも、たけしがメインの特番が放送された（さんまは出演しなかった代わりに笑福亭鶴瓶やヒロミが主にたけしの相手役となった）。

## 放送時間
放送時間は火曜19:00 - 22:00（JST）。
- 19:00の『まんが名作劇場 サザエさん』[1]、19:30の『火曜ワイドスペシャル』[2]、20:54の『FNNニュース・明日の天気』、21:54の各局別ミニ番組[3]は全て休止。21:00の火9ドラマ『こんな私に誰がした』は既に終了。

## 出演者
- 司会
  - ビートたけし
  - 明石家さんま
- ゲスト
  - 石田純一
  - 長嶋一茂（当時：読売ジャイアンツ）
  - 宮本和知（〃）
  - 木田優夫（〃）
  - 榊原郁恵
  - 香坂みゆき
  - 磯野貴理子
  - 関根勤
  - ラサール石井
  - 村上ショージ
  - 篠原ともえ
  - 市毛良枝
  - 三井ゆり
  - 坂田利夫
  - 渡辺正行
  - 神田うの
  - 前田忠明
- 進行
  - 山中秀樹（当時・フジテレビアナウンサー）
  - 小島奈津子（当時・フジテレビアナウンサー）

## スタッフ
- 構成：大岩賞介、詩村博史、川原康太郎、中村健太郎
- TD：岩沢忠夫
- カメラ：高田 治
- 映像：高瀬義美
- 音声：杉山直樹
- 照明：嶺岸一彦
- PA：サンフォニックス
- 美術制作：重松照英
- デザイン：山本修身
- 美術進行：伊藤則緒、中村秀美
- 大道具：樋口雄一郎[4]、鈴木和利
- 装飾：中村俊介、高野城二
- 持道具：網野高久
- 衣裳：沖田正次
- かつら：太田 勇、矢津田一寛
- メイク：金原理恵子
- 特殊美術：佐藤吉一
- 視覚効果：中山信夫
- 電飾：井野岡利保
- アクリル装飾：高 新作、熊谷好恵
- 生花装飾：吉田優子
- 植木装飾：小田隆文
- タイトル：山形憲一
- CG：岡本英士
- 編集：今井克彦、轟 禎治
- MA：藤田一哉
- 音響効果：玉井 実、石川 清
- TK：猪本眞澄
- 技術協力：ニユーテレス、FLT、D-Craft、IMAGICA、O.C.B
- 美術協力：フジアール
- 企画協力：オフィス北野、吉本興業
- 協力：古賀プロダクション
- ディレクター：豊島浩行 (Ajito[5])、伊東嘉教
- チーフディレクター：三宅恵介
- プロデューサー：加茂裕治
- 制作：フジテレビ第二制作部
- 制作著作：フジテレビ